# Ermak (Schiff, 1974)
Die Ermak (russisch Ермак; deutsche Transkription Jermak) war ein russischer Eisbrecher. Das Schiff wurde 1973 gebaut und trug den Namen des historischen russischen Dampfeisbrechers Jermak von 1898. 

## Beschreibung
Der Dreischrauben-Eisbrecher Ermak (IMO-Nummer 7330038) wurde als Typschiff einer Serie von drei Polareisbrechern mit 36.000 WPS (26.500 kW) starken diesel-elektrischen Antriebaggregaten gefertigt. Sie wurde 1973/1974 als Baunummer 398 der finnischen Wärtsilä Helsinki-Werft im Auftrag der Sowjetunion gebaut. Der Eisbrecher wurde speziell für den Einsatz auf dem nördlichen Seeweg entwickelt. Das Schiff hatte eine Besatzungsstärke von 118 Mann. Wegen der besonders harten klimatischen Bedingungen und der langen Einsatzdauer waren die Besatzungsunterkünfte und Freizeiträume zweckmäßig und besonders komfortabel gestaltet. Das Schiff war bis 2000 im Dienst bei der russischen Reederei FESCO. Am 9. August 2000 wurde es von der Hafenverwaltung von Sankt Petersburg übernommen, 2005 an das Unternehmen Rosmorport weitergegeben und 2009 vom russischen Staat übernommen. Zu Beginn des Jahres 2024 begann der Abbruch des Schiffes an seinem Liegeplatz in Sankt Petersburg.

## Technik
Bei einer Gesamtlänge von 134,85 Meter betrug die Breite auf Spanten 25,99 Meter und die Breite über Alles 26,07 Meter. Der Eisbrecher hatte einen Tiefgang von 10,96 Metern und eine Seitenhöhe von 16,72 Metern. Die Wasserverdrängung beträgt etwa 20.200 Tonnen. Insgesamt lieferten neun mit Zwölfzylinder-Zweitakt-Dieselmotoren des Typs Sulzer 12ZH40/48 betriebene Generatoren die nötige Leistung für den dieselelektrischen Antrieb. Ein einzelnes Aggregat lieferte hierbei 4.600 PS (3.385 kW). Zusätzlich bildeten sechs Dieselgeneratoren mit einer Leistung von jeweils 1.200 PS (883 kW) die Hilfsenergieanlage. Zwei weitere 883 kW starke Dieselgeneratoren erzeugten die nötige elektrische Energie für das Luftausblasesystem. Mit der Leistung der Propeller-Elektromotoren von 3×12.000 PS erreichte das Schiff eine maximale Freifahrgeschwindigkeit von 19,5 kn. Außerdem konnte die Ermak mit Hilfe einer Schleppwinde andere Schiffe mit einem Pfahlzug von 3.100 kN (etwa 310 Tonnen) abschleppen. Für Hilfeleistungen und zur Erkundung verfügte der Eisbrecher über einen Helikopter sowie einen Hangar und die erforderliche Landeplattform.